# 건재로
건재로(Geonjae-ro)는 전라남도 나주시 금남동 송학사거리 와 광주광역시 광산구 본덕동 본덕IC 잇는 205.5km 도로이다.

## 주요 경유지
전라남도
- 나주시 (금남동 . 성북동 . 노안면)

광주광역시
- 광산구 (동곡동)

## 노선
전 구간 국도 제13호선에 속하므로 이에 대한 별도 표기는 생략한다
| 이름             | 접속 노선                              | 소재지 | 소재지 | 소재지 | 비고 |
| ---------------- | -------------------------------------- | ------ | ------ | ------ | ---- |
| 산정삼거리       | 영산로                                 | 나주시 | 나주시 | 금남동 |      |
| 정렬사입구교차로 | 대호길 정렬사길                        | 나주시 | 나주시 | 성북동 |      |
| 동신대앞교차로   | 지방도 제822호선 (노안삼도로)          | 나주시 | 나주시 | 성북동 |      |
| 석현삼거리       | 송현길 청동길                          | 나주시 | 나주시 | 성북동 |      |
| 송현교           |                                        | 나주시 | 나주시 | 성북동 |      |
|                  | 노안면                                 | 나주시 | 나주시 |        |      |
| 문화마을앞교차로 | 문화길                                 | 나주시 | 나주시 |        |      |
| 용산마을앞교차로 | 학산용산길                             | 나주시 | 나주시 |        |      |
| 본덕 교차로      | 국가지원지방도 제49호선 (빛가람장성로) | 광주시 | 광산구 | 동곡동 |      |
| 동곡로와 직결    |                                        |        |        |        |      |

## 주요 건물 및 시설
- 금호타이어 (건재로 12/산정동 24-2)
- 금성중학교 (건재로 41/경현동 15)
- 나주공업고등학교 (건재로 43/대호동 874)
- 현대자동차 블루핸즈 대호점 (건재로 67/대호동 872-6)
- 나주장례식장 (건재로 85/대호동 867-3)
- S-OIL 동신주유소 (건재로 89/대호동 867)
- 한국한의학연구원 한약자원연구센터 (건재로 111/대호동 177)
- GS25 동신대정문점 (건재로 170/대호동 236)
- 이마트24 나주동신대점 (건재로 189/대호동 312-6)
- 아성다이소 나주동신대점 (건재로 191/대호동 311-15)
- 현대오일뱅크 광라주유소 (건재로 196/대호동 311-11)
- 농협 나주농협 하나로마트 송현점 (건재로 205/대호동 316)
- S-OIL  특별한주유소 (건재로 254/청동 377-2)
- GS칼텍스 흥국주유소 (건재로 330/석현동 141-6)
- GS칼텍스 노안에너지충전소 (건재로 507/학산리 550-11)
- S-OIL 더늘루른 나주용봉지점 (건재로 718/학산리 270-26)
- S-OIL 해피주유소 (건재로 761/용봉동 330-5)